# 马明宇
马明宇（1970年2月4日—），是一名已退役的中国职业足球运动员，出生于四川省重庆市，司职中场，技术能力比较出众，担任过中国国家队队长，带领球队征战2002年韩日世界杯，其职业生涯也曾效力于意大利足球甲级联赛的佩魯賈足球會。